# Wysepki Langerhansa

Wysepki Langerhansa

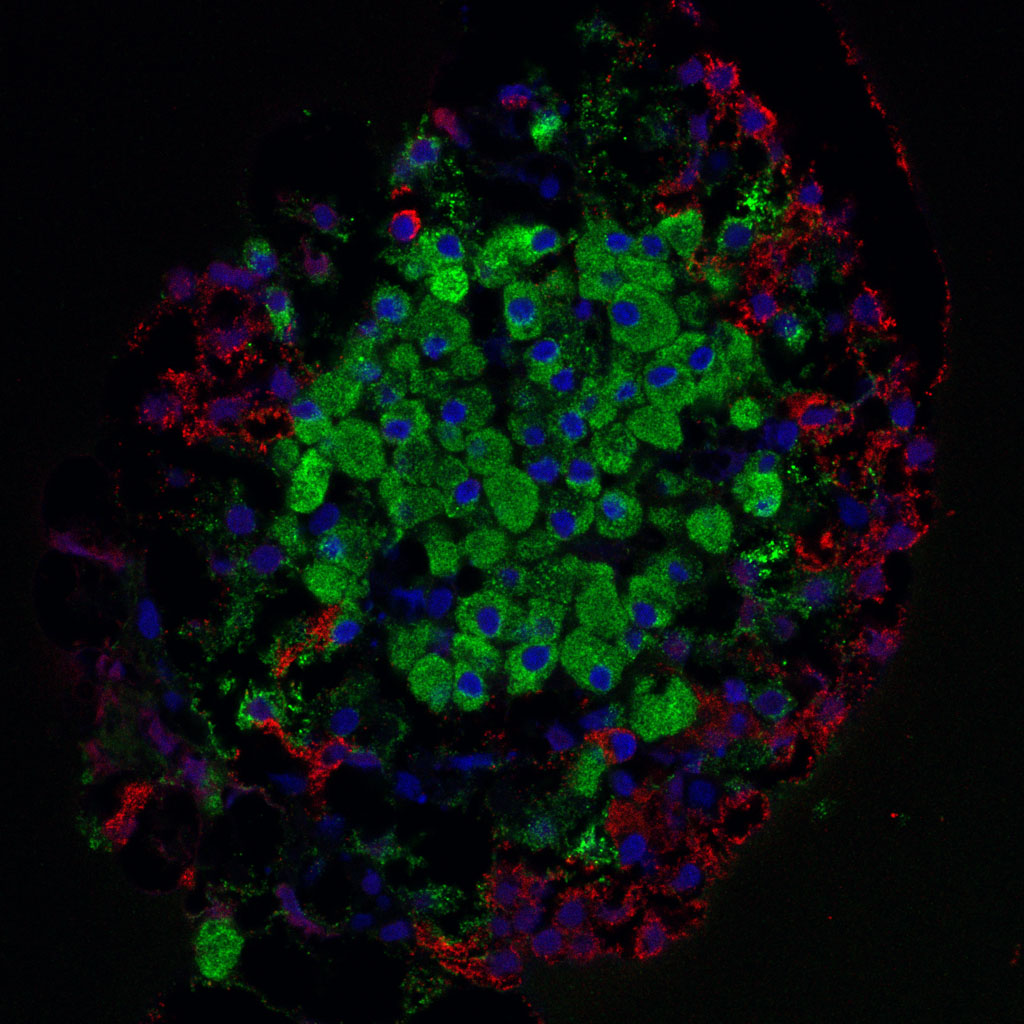
Wysepka Langerhansa wyizolowana z trzustki szczura. Obraz z mikroskopu konfokalnego:
- jądra wybarwione na niebiesko DAPI,
- insulina (komórki beta) wybarwiona na zielono za pomocą skoniugowanych z barwnikiem przeciwciał antyinsulinowych,
- glukagon (komórki alfa) wybarwiony na czerwono za pomocą skoniugowanych z barwnikiem przeciwciał antyglukagonowych.

Wysepki Langerhansa, wyspy Langerhansa, wyspy trzustkowe, wysepki trzustkowe (łac. insulae pancreaticae) – jeden z gruczołów wydzielania wewnętrznego, w postaci skupisk komórek występujących i rozrzuconych w miąższu trzustki, głównie w obrębie jej ogona. Stanowią one od 1% do 3% masy całego narządu. Człowiek ma od 1 do 2 mln takich komórek, które wydzielają hormony regulujące węglowodanową przemianę materii organizmu.
Wyróżnia się:
- komórki alfa (A), około 25%[2] – wydzielają glukagon
- komórki beta (B), około 60%[2] – wydzielają insulinę i amylinę
- komórki delta (D), około 10%[2] – syntezują somatostatynę
- komórki F, około 5%[2] – wydzielają trzustkowy polipeptyd.

Niektóre źródła uznają komórki delta i  za tożsame.
Wysepki Langerhansa pełnią zasadniczą rolę w wydzielaniu dokrewnym, które regulowane jest za pomocą sprzężenia jelitowo-trzustkowego, wywołanego przez pokarm. Ich uszkodzenie lub zniszczenie, zwykle na tle autoimmunologicznym, prowadzi do powstania cukrzycy, choroby wynikającej z niedoboru insuliny
Wyspy trzustkowe zostały odkryte w roku 1869 przez niemieckiego anatoma i patologa Paula Langerhansa.

## Struktura komórki
U zdrowego dorosłego człowieka w trzustce rozmieszczonych jest około 1 miliona wysepek. Wysepki różnią się wielkością, ale ich średnia średnica wynosi około 0,2 mm. Każdą wysepkę od otaczającej tkanki trzustki oddziela cienka, włóknista kapsułka tkanki łącznej, która jest ciągła z włóknistą tkanką łączną przeplatającą się w pozostałej części trzustki.

## Badania naukowe
W wysepkach Langerhansa receptory kannabinoidowe ulegają szerokiej ekspresji, a kilka badań dotyczyło specyficznego rozmieszczenia i mechanizmów działania receptorów CB1 i CB2 w odniesieniu do funkcji endokrynologicznych trzustki, gdzie odgrywają one ważną rolę homeostatyczną, ponieważ endokannabinoidy modulują funkcję, proliferację i przeżycie komórek β trzustki, a także produkcję, wydzielanie i oporność na insulinę.

### Mikroanatomia
Produkowane w wysepkach trzustkowych hormony są wydzielane bezpośrednio do krwiobiegu przez (co najmniej) pięć typów komórek. W wysepkach szczura typy komórek endokrynnych są rozmieszczone w następujący sposób:
- Komórki alfa produkujące glukagon (20% wszystkich komórek wysepek)
- Komórki beta produkujące insulinę i amylinę (≈70%)
- Komórki PT (komórki gamma lub komórki F) wytwarzające polipeptyd trzustkowy (<5%)
- Komórki delta produkujące somatostatynę (<10%)
- Komórki Epsilon wytwarzające grelinę (<1%)

Wiadomo, że cytoarchitektura wysepek trzustkowych różni się w zależności od gatunku. W szczególności, podczas gdy wysepki gryzoni charakteryzują się przeważającym odsetkiem komórek beta produkujących insulinę w rdzeniu klastra i niewielką liczbą komórek alfa, delta i PP na obrzeżach, ludzkie wysepki wykazują komórki alfa i beta w ścisłej relacji ze sobą w całym klastrze.